# Enrico Sterzi

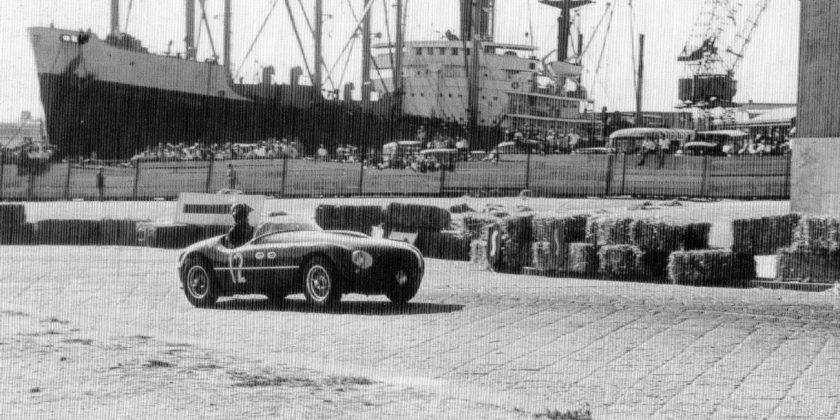
Ferrari 166 MM mit der Fahrgestellnummer 0278M, hier gefahren von Franco Cortese und Bruno Sterze beim 10-Stunden-Rennen von Messina 1953. Enrico Sterzi fuhr dieses Fahrzeug bei der Mille Miglia 1953

Enrico Sterzi war ein italienischer Autorennfahrer und der Bruder von Bruno Sterzi.

## Karriere als Rennfahrer
Wie sein Bruder bestritt Enrico Sterzi in den 1950er-Jahren Sportwagenrennen, war aber weit weniger aktiv. Sein erfolgreichstes Rennjahr hatte er 1953, als er nach einem 12. Platz beim Giro di Sicilia und einem 15. Gesamtrang bei der Mille Miglia, Dritter beim 12-Stunden-Rennen von Pescara wurde. Seinen letzten Einsatz hatte er bei Mille Miglia 1955 mit dem 17. Endrang.

## Statistik

### Einzelergebnisse in der Sportwagen-Weltmeisterschaft
| Saison | Team          | Rennwagen           | 1   | 2   | 3   | 4   | 5   | 6   | 7   |
| ------ | ------------- | ------------------- | --- | --- | --- | --- | --- | --- | --- |
| 1953   | Enrico Sterzi | Ferrari 166 MM      | SEB | MIM | LEM | SPA | NÜR | RTT | CAP |
| 1953   | Enrico Sterzi | Ferrari 166 MM      | 15  |     |     |     |     |     |     |
| 1954   |               | Ferrari 500 Mondial | BUA | SEB | MIM | LEM | RTT | CAP |     |
| 1954   |               | Ferrari 500 Mondial | 15  |     |     |     |     |     |     |
| 1955   |               | Maserati A6GCS      | BUA | SEB | MIM | LEM | RTT | TAR |     |
| 1955   |               | Maserati A6GCS      | 17  |     |     |     |     |     |     |